# Parachernes darwiniensis
Espèce
Parachernes darwiniensis est une espèce de pseudoscorpions de la famille des Chernetidae.

## Distribution
Cette espèce est endémique des îles Galápagos en Équateur. Elle se rencontre sur Isabela, Pinzón et Santiago.

## Description
Le mâle holotype mesure 1,5 mm et la femelle paratype 2,4 mm.

## Liste des sous-espèces
Selon Pseudoscorpions of the World (version 3.0) :
- Parachernes darwiniensis darwiniensis Beier, 1978 d'Isabela
- Parachernes darwiniensis maculosus Beier, 1978 de Pinzón et Santiago

## Publication originale
- Beier, 1978 : Pseudoskorpione von den Galapagos-Inseln. Annalen des Naturhistorischen Museums in Wien, vol. 81, p. 533–547 (texte intégral).